# ハファエル・シモエス
ハファエル・シモエス（Rafael Simões、1991年6月20日 - ）は、カンペオナト・ポルトガル・デ・ラグビー、CDULに所属するラグビーユニオン選手。

## プロフィール
- ポルトガル出身[1]。
- ポジションはフランカー(FL)。
- 身長 195cm、体重 106kg
- 7人制ポルトガル代表に選ばれたことがある[2]。
- ポルトガル代表キャップは27（2025年2月現在）でラグビーワールドカップ2023のポルトガル代表に選ばれた[3]。

## 略歴
ルシタノスXVを経て、2023年、グルポ・デシポルトゥ・ディレイトに加入。